# Вільям Едуард Беркхардт Дюбойс
Вільям Едуард Беркхардт Дюбойс (англ. William Edward Burghardt Du Bois, скорочення W. E. B. Du Bois; 1868—1963) — афроамериканський громадський діяч, панафриканіст, соціолог, історик і письменник.

## Життєпис
Дюбойс народився 23 лютого 1868 року біля в Грейт-Баррінгтоні (Массачусетс, США). Мулат (як мати, так і батько мали змішане походження). У 1895 році він став першим американцем з африканським корінням, що отримав ступінь доктора філософії Гарвардського університету, а через два роки став професором історії та економіки Атлантського університету, зайнявшись вивченням питань про соціальне становище афроамериканців. Він прийшов до висновку, що соціальні зміни відбудуться лише під впливом протестів. Погляди Дюбойса і його однодумців з числа освіченої чорної молоді були опозиційні ідеям іншого активіста за права афроамериканців того часу — Букера Вашингтона, який виступав за соціальну інтеграцію чорних і білих за допомогою відмови перших від негайного надання їм рівноправності, в той час як Дюбойс вважав вірним шляхом боротьбу за здобуття вищої освіти хоча б «обдарованою десятою частиною» (talented tenth) афроамериканців, яка б працювала на благо розвитку афроамериканців.
1905 року Дюбойс виступив одним із співзасновників Ніагарського руху (англ. Niagara Movement) — громадської організації за свободу, а в 1909 році разом з групою однодумців він заснував Національну асоціацію сприяння прогресу кольорового населення (англ. National Association for the Advancement of Colored People, NAACP). 1910 року Дюбойс залишив роботу в Атлантському університеті, щоб зосередитися на роботі редактора журналу «Криза» («Крайсис», The Crisis) в NAACP. 1934 року він повернувся в Атланту, а з 1944 по 1948 рік знову працював в NAACP. Дюбойс також виступив організатором серії панафриканських конгресів по всьому світу.
Дюбойс був відомий своїми лівими поглядами (в 1911—1912 роках перебував у Соціалістичної партії Америки, але вийшов, зіткнувшись з неготовністю її лідерів виступити проти расової дискримінації; з марксизмом, втім, він познайомився досить пізно) і кілька разів відвідував СРСР (в 1928, 1936 1949 1958—1959 і 1962 роках). У 1950 році він балотувався в Сенат США від штату Нью-Йорк як кандидат лівоцентристської Американської лейбористської партії, отримавши більше 200 000 голосів (4 %).
1951 року йому було пред'явлено звинувачення за службу в розвідці іноземної держави (Радянського Союзу), і хоча звинувачення з Дюбойса (за якого заступився сам Альберт Ейнштейн) незабаром були зняті, він на той час повністю розчарувався в США. До того ж, в 1955 році американський уряд не дозволив йому виїхати в Індонезію на Бандунгську конференцію. У 1961 році він вступив в американську Комуністичну партію, переїхав до Гани й відмовився від американського громадянства. Помер 27 серпня 1963 року в Аккрі (Гана).